# جون ديتز
جون ديتز (بالإنجليزية: John Dietz)‏ هو لاعب رماية أمريكي، ولد في 24 نوفمبر 1870 في ألمانيا، وتوفي في 11 أكتوبر 1939 في نيويورك في الولايات المتحدة.

## وصلات خارجية
- جون ديتز على موقع الاتحاد الدولي (الإنجليزية)
- جون ديتز على موقع اللجنة الأولمبية الدولية (الإنجليزية)
- جون ديتز على موقع أوليمبيديا (الإنجليزية)